# 6970 Saigusa
6970 Saigusa (1992 AL1) là một tiểu hành tinh vành đai chính được phát hiện ngày 10 tháng 1 năm 1992 bởi S. Otomo ở Kiyosato.